# Carex helodes
La Carex helodes es una hierba perenne de la familia Cyperaceae.

## Hábitat
Su distribución geográfica actual abarca la mitad Sur de Portugal, las cuencas altas de los ríos Tinto (Huelva) y Guadiamar (Sevilla) y algunas zonas aisladas del norte de Marruecos (Rif).  Esta planta fue recolectada en una única ocasión en España en 1964; posteriormente fue declara extinta del país hasta su reciente localización en el N de la provincia de Sevilla, y posteriormente en Huelva.
El redescubrimiento de la planta se debió a los trabajos de restauración de las zonas afectadas por los incendios forestales de verano de 2004 que asolaron parte de las provincias andaluzas de Huelva y Sevilla. Se encontraron varias poblaciones de esta planta diseminadas por un área de pocos kilómetros cuadrados.
Carex helodes crece en los prados temporalmente inundados en zonas de alcornocal. La Junta de Andalucía ha dado prioridad a la recolección de semillas de esta especie para su conservación a largo plazo en el Banco de Germoplasma Andaluz.
En la actualidad, en la Universidad Pablo de Olavide (Sevilla), se están llevando a cabo estudios de conservación de esta planta por parte del grupo de Botánica.

## Uso erróneo del nombreCarex helodes
Debido a la complejidad taxonómica del género Carex, C. helodes ha sido ampliamente confundida con otra especie afín, C. laevigata Sm. Ambas especies conviven en el S de Portugal, SW de España y Marruecos (Tetuán).
Las siguientes formas infraespecíficas descritas bajo C. helodes corresponden, en realidad, a C. laevigata.
- Carex helodes subsp. andalusica H.Lindb. (1932)(= Carex laevigata Sm.)
- Carex helodes f. biligularis (DC.) Kük. in H.G.A.Engler (ed.) (1909) (= Carex laevigata Sm.)
- Carex helodes var. maurusia Font Quer & Maire in É.Jahandiez & al. (1931) (= Carex laevigata Sm.).[1]

## Taxonomía
Carex helodes fue descrita por  Heinrich Friedrich Link y publicado en J. Bot. (Schrader) 2: 309 1800.
Etimología
Ver: Carex
Sinonimia
- Carex distans var. helodes (Link) Fiori (1923).
- Carex intacta Samp.[3][4]